# Raymond Davis Jr.
Raymond Davis Jr. (Washington DC, EUA, 1914 - Brookhaven, EUA, 2006) fou un químic estatunidenc guardonat amb el Premi Nobel de Física l'any 2002.

## Biografia
Va néixer el 14 d'octubre de 1914 al districte federal de Washington DC. Va estudiar química a la Universitat de Maryland, on es llicencià el 1938, i el 1942 aconseguí el doctorat a la Universitat Yale en química física. Des de 1985 va ser professor i investigador a la Universitat de Pennsylvania.
Raymond Davis morí el 31 de maig de 2006 a la població de Brookhaven, situada a l'estat nord-americà de Nova York a conseqüència de la malaltia d'Alzheimer.

## Recerca científica
Inicià la seva recerca científica al voltant de la radioquímica al Monsanto Chemical Company's Mound Laboratory, laboratori situat a l'estat d'Ohio, un treball que fou molt apreciat per la Comissió d'Energia Atòmica dels Estats Units i que el 1948 va premetre-li entrar a treballar al Laboratori Nacional de Brookhaven en la recerca sobre l'energia atòmica. A partir d'aquell moment dedicà la seva recerca en l'estudi dels neutrins, partícules que havien estat descrites mitjançant l'emissió beta, però que encara no havien estat confirmades. Davis va investigar la detecció dels neutrins invertint l'emissió beta, el procés pel qual un neutrí porta prou energia a un nucli per crear certs isòtops estables en radioactius.
L'any 2002 fou guardonat amb la meitat del Premi Nobel de Física, meitat que compartí amb el físic japonès Masatoshi Koshiba, per les seves contribucions, pioneres, a l'astrofísica, en particular en la detecció de neutrins còsmics. L'altra meitat del premi anà a parar a mans del físic italià Riccardo Giacconi per les seves contribucions en el descobriment de fonts còsmiques de raigs X.